# Moffou
Albums de Salif Keïta
Papa
(1999) M'Bemba
(2006)
Moffou est un album de Salif Keïta sorti le 23 mai 2002 sur le label Universal.

## Historique
Le titre de l'album provient du nom d'une petite flûte taillée dans une tige de mil, le moffou, jouée par les peuples du Sahel entre autres pour effrayer les oiseaux au moment des semis. Moffou est également le nom donné par Salif Keïta au centre culturel qu'il a créé à Bamako.
Cet album a eu un excellent succès dans les pays francophones. La chanson Madan a été reprise avec grand succès par Martin Solveig en 2003, puis de nouveau en 2006, pour la coupe du monde de football par Cauet, pour le titre Zidane y va marquer.

## Liste des titres
| No  | Titre       | Durée |
| --- | ----------- | ----- |
| 1.  | Yamore      |       |
| 2.  | Iniagige    |       |
| 3.  | Madan       |       |
| 4.  | Katolon     |       |
| 5.  | Souvent     |       |
| 6.  | Moussolou   |       |
| 7.  | Baba        |       |
| 8.  | Ana Na Ming |       |
| 9.  | Koukou      |       |
| 10. | Here        |       |